# Скобелевська сільська рада
Ско́белевська сільська́ ра́да — адміністративно-територіальна одиниця та орган місцевого самоврядування в Казанківському районі Миколаївської області. Адміністративний центр — село Скобелеве.

## Загальні відомості
- Населення ради: 641 особа (станом на 2001 рік)

## Населені пункти
Сільській раді підпорядковані населені пункти:
- с. Скобелеве
- с. Веселий Кут
- с. Воля
- с. Ропове
- с. Суходілля

## Склад ради
Рада складається з 13 депутатів та голови.
- Голова ради: Кириченко Андрій Миколайович
- Секретар ради: Проніна Лілія Володимирівна

### Керівний склад попередніх скликань
| Прізвище, ім'я, по батькові  | Основні відомості                                                         | Дата обрання | Дата звільнення |
| ---------------------------- | ------------------------------------------------------------------------- | ------------ | --------------- |
| Кириченко Андрій Миколайович | Сільський голова, 1949 року народження, освіта вища, безпартійний         | 26.03.2006   | 31.10.2010      |
| Кириченко Андрій Миколайович | Сільський голова, 1949 року народження, освіта вища, член Партії регіонів | 31.10.2010   |                 |

Примітка: таблиця складена за даними сайту Верховної Ради України

### Депутати
За результатами місцевих виборів 2010 року депутатами ради стали:

#### За суб'єктами висування
| Суб'єкт висування | Кількість обраних депутатів | %   |
| ----------------- | --------------------------- | --- |
| Партія регіонів   | 12                          | 100 |

#### За округами
| № округу        | Прізвище, ім'я, по батькові      | Дата визнання обраним | Освіта  | Партійна приналежність | Відомості про обраного депутата                                     |
| --------------- | -------------------------------- | --------------------- | ------- | ---------------------- | ------------------------------------------------------------------- |
| Партія регіонів |                                  |                       |         |                        |                                                                     |
| 1               | Косяк Сергій Григович            | 05.11.2010            | середня | член Партії регіонів   | одноосібник                                                         |
| 2               | Гурова Вікторія Вікторівна       | 05.11.2010            | вища    | член Партії регіонів   | домогосподарка                                                      |
| 3               | Мартинов Костянтин Миколайович   | 05.11.2010            | вища    | член Партії регіонів   | "ФГ"Марко, голова                                                   |
| 4               | Калмикова Наталія Олександрівна  | 05.11.2010            | вища    | член Партії регіонів   | пенсіонер                                                           |
| 5               | Сіра Ольга Анатоліївна           | 05.11.2010            | середня | член Партії регіонів   | Скобелевський фельдшерсько-акушерський пункт, молодшамедична сестра |
| 6               | Мартинов Микола Іванович         | 05.11.2010            | середня | член Партії регіонів   | ФГ «Мартинова», голова                                              |
| 7               | Кравченко Вячеслав Олексантрович | 05.11.2010            | середня | член Партії регіонів   | одноосібник                                                         |
| 8               | Маляран Тетяна Василівна         | 05.11.2010            | середня | член Партії регіонів   | домогосподарка                                                      |
| 9               | Пент Тетяна Борисівна            | 05.11.2010            | середня | член Партії регіонів   | Суходільський фельдшерсько-акушерський пункт, завідувачка           |
| 10              | Некстеренко Сергій Олександрович | 05.11.2010            | вища    | позапартійний          | ПП «Незалежність», водій                                            |
| 11              | Проніна Лілія Володимирівна      | 05.11.2010            | середня | позапартійна           | Скобелевська сільська рада, секретар                                |
| 12              | Коваленко Оленсандр Васильович   | 05.11.2010            | середня | позапартійний          |                                                                     |